# Soqotri
Cet article possède un paronyme, voir Socotra.
 (décembre 2018).
Si vous disposez d'ouvrages ou d'articles de référence ou si vous connaissez des sites web de qualité traitant du thème abordé ici, merci de compléter l'article en donnant les références utiles à sa vérifiabilité et en les liant à la section « Notes et références ».
Le soqotri (en soqotri : méthel d-saqátri ; en arabe : اللغة السقطرية) est une langue sémitique parlée sur l'île de Socotra. Elle appartient à l'ensemble linguistique des langues sudarabiques modernes. Elle reste la langue traditionnelle des Mehri, une ethnie originaire du Yémen, dont la langue s'est peu à peu différenciée du fait de son isolement.
La répartition du soqotri est d'environ 42 000 locuteurs dans l'archipel de Socotra, et 29 000 locuteurs sur le continent (Yémen), vers la région d'Aden.

## Écriture
Le soqotri est une langue essentiellement orale, bien qu'un système d'écriture basé sur l’écriture arabe ait été proposé en 2014 par le linguiste russe Vitaly Naoumkine. Quelques auteurs avaient déjà utilisé l’écriture arabe pour transcrire le soqotri, dont notamment Fahd Salim dans le recueil de poèmes soqotri مختارات من الأدب السقطري publié en 2006 ou encore dans certains article du magazine Soqotra.net. Déjà en 1994, ʿAbdalah Musallam Qasim avait publié كتانة السقطرية avec une orthographe similaire à celle utilisée par Naumkine.
| ا | ب | ت | ث | ج | ح | خ | د | ذ | ر | ز | س | ش | ص | ض | ط | ظ | ع | غ | ف | ق | ك | ل | م | ن | ه | و | ي | ڛ | ڞ | چ | ڸ |